# Karakamakalagadde, Chintamani
Karakamakalagadde là một làng thuộc tehsil Chintamani, huyện Chikkaballapur, bang Karnataka, Ấn Độ.